# Baliochila lequeuxi
Baliochila lequeuxi е вид пеперуда от семейство Синевки (Lycaenidae). Видът е почти застрашен от изчезване.

## Разпространение и местообитание
Разпространен е в Танзания.
Обитава гористи местности, храсталаци, крайбрежия и плажове.